# Groupe D de la Coupe du monde de football 1998
Navigation
- A
- B
- C
- D
- E
- F
- G
- H

- 1/8e f.
- 1/4 f.
- 1/2 f.
- Finale

Le groupe D de la Coupe du monde 1998, qui se dispute en France du 10 juin au 12 juillet 1998, comprend quatre équipes dont les deux premières se qualifient pour les huitièmes de finale de la compétition.
Le premier de ce groupe affronte le deuxième du groupe C et le deuxième de ce groupe affronte le premier du groupe C.

## Classement
|   | Équipe   | Pts | J | G | N | P | Bp | Bc | Diff |
| 1 | Nigeria  | 6   | 3 | 2 | 0 | 1 | 5  | 5  | 0    |
| 2 | Paraguay | 5   | 3 | 1 | 2 | 0 | 3  | 1  | +2   |
| 3 | Espagne  | 4   | 3 | 1 | 1 | 1 | 8  | 4  | +4   |
| 4 | Bulgarie | 1   | 3 | 0 | 1 | 2 | 1  | 7  | -6   |

| 5  | 12 juin 1998 | Paraguay | 0 - 0 | Bulgarie |
| 8  | 13 juin 1998 | Espagne  | 2 - 3 | Nigeria  |
| 23 | 19 juin 1998 | Nigeria  | 1 - 0 | Bulgarie |
| 24 | 19 juin 1998 | Espagne  | 0 - 0 | Paraguay |
| 39 | 24 juin 1998 | Espagne  | 6 - 1 | Bulgarie |
| 40 | 24 juin 1998 | Nigeria  | 1 - 3 | Paraguay |

## 1rejournée

### Paraguay - Bulgarie
| 12 juin 1998                        | Paraguay | 0 - 0   | Bulgarie | Stade de la Mosson, Montpellier                       |                                                       |
| 14 h 30 · Historique des rencontres |          | (0 - 0) |          | Spectateurs : 29 800 Arbitrage : Abdul Rahman Al-Zeid | Spectateurs : 29 800 Arbitrage : Abdul Rahman Al-Zeid |
| 14 h 30 · Historique des rencontres | Rapport  |         |          | Spectateurs : 29 800 Arbitrage : Abdul Rahman Al-Zeid | Spectateurs : 29 800 Arbitrage : Abdul Rahman Al-Zeid |

### Espagne - Nigeria
| 13 juin 1998                        | Espagne               | 2 - 3   | Nigeria                                          | Stade de la Beaujoire, Nantes                        |                                                      |
| 14 h 30 · Historique des rencontres | Hierro 21e · Raúl 47e | (1 - 1) | 24e Adepoju · 73e (csc) Zubizarreta · 78e Oliseh | Spectateurs : 35 500 Arbitrage : Esfandiar Baharmast | Spectateurs : 35 500 Arbitrage : Esfandiar Baharmast |
| 14 h 30 · Historique des rencontres | Rapport               |         |                                                  | Spectateurs : 35 500 Arbitrage : Esfandiar Baharmast | Spectateurs : 35 500 Arbitrage : Esfandiar Baharmast |

## 2ejournée

### Nigeria - Bulgarie
| 19 juin 1998                        | Nigeria    | 1 - 0   | Bulgarie | Parc des Princes, Paris                               |                                                       |
| 17 h 30 · Historique des rencontres | Ikpeba 28e | (1 - 0) |          | Spectateurs : 45 500 Arbitrage : Mario Sánchez Yantén | Spectateurs : 45 500 Arbitrage : Mario Sánchez Yantén |
| 17 h 30 · Historique des rencontres | Rapport    |         |          | Spectateurs : 45 500 Arbitrage : Mario Sánchez Yantén | Spectateurs : 45 500 Arbitrage : Mario Sánchez Yantén |

### Espagne - Paraguay
| 19 juin 1998                       | Espagne | 0 - 0   | Paraguay | Stade Geoffroy-Guichard, Saint-Étienne      |                                             |
| 21 h 0 · Historique des rencontres |         | (0 - 0) |          | Spectateurs : 30 600 Arbitrage : Ian McLeod | Spectateurs : 30 600 Arbitrage : Ian McLeod |
| 21 h 0 · Historique des rencontres | Rapport |         |          | Spectateurs : 30 600 Arbitrage : Ian McLeod | Spectateurs : 30 600 Arbitrage : Ian McLeod |

## 3ejournée

### Espagne - Bulgarie
| 24 juin 1998                       | Espagne                                                                                 | 6 - 1   | Bulgarie       | Stade Bollaert-Delelis, Lens                        |                                                     |
| 21 h 0 · Historique des rencontres | Hierro 6e (pen.) · Luis Enrique 18e · Morientes 55e 81e · Bachev 88e (csc) · Kiko 90+4e | (2 - 0) | 58e Kostadinov | Spectateurs : 38 100 Arbitrage : Mario van der Ende | Spectateurs : 38 100 Arbitrage : Mario van der Ende |
| 21 h 0 · Historique des rencontres | Rapport                                                                                 |         |                | Spectateurs : 38 100 Arbitrage : Mario van der Ende | Spectateurs : 38 100 Arbitrage : Mario van der Ende |

### Nigeria - Paraguay
| 24 juin 1998                       | Nigeria   | 1 - 3   | Paraguay                             | Stade municipal, Toulouse                         |                                                   |
| 21 h 0 · Historique des rencontres | Oruma 11e | (1 - 1) | 2e Ayala · 58e Benítez · 86e Cardozo | Spectateurs : 33 500 Arbitrage : Pirom Un-Prasert | Spectateurs : 33 500 Arbitrage : Pirom Un-Prasert |
| 21 h 0 · Historique des rencontres | Rapport   |         |                                      | Spectateurs : 33 500 Arbitrage : Pirom Un-Prasert | Spectateurs : 33 500 Arbitrage : Pirom Un-Prasert |

## Buteurs
| Rang  | Joueur               | Buts |
| ----- | -------------------- | ---- |
| 1     | Fernando Hierro      | 2    |
| 1     | Fernando Morientes   | 2    |
| 3     | Emil Kostadinov      | 1    |
| 3     | Luis Enrique         | 1    |
| 3     | Kiko                 | 1    |
| 3     | Raúl                 | 1    |
| 3     | Mutiu Adepoju        | 1    |
| 3     | Victor Ikpeba        | 1    |
| 3     | Sunday Oliseh        | 1    |
| 3     | Wilson Oruma         | 1    |
| 3     | Celso Ayala          | 1    |
| 3     | Miguel Ángel Benítez | 1    |
| 3     | José Cardozo         | 1    |
| CSC   | Georgi Bachev        | 1    |
| CSC   | Andoni Zubizarreta   | 1    |
| TOTAL | TOTAL                | 17   |